# Philip La Follette
Philip Fox La Follette, född 8 maj 1897 i Madison, Wisconsin, död 18 augusti 1965 i Madison, Wisconsin, var en amerikansk politiker. Han var guvernör i delstaten Wisconsin 1931-1933 och 1935-1939, första gången som republikan, andra gången för Progressiva partiet.
Fadern Robert M. La Follette var guvernör 1901-1906 och därefter senator för Wisconsin fram till sin död 18 juni 1925. Brodern Robert M. La Follette Jr. var därefter senator 1925-1947.
Philip La Follette deltog i första världskriget i USA:s armé. Han gifte sig 1923 med Isabel Bacon. Paret fick tre barn. Han besegrade ämbetsinnehavaren Walter J. Kohler i republikanernas primärval inför guvernörsvalet 1930. Han vann sedan själva guvernörsvalet och tillträdde som guvernör i januari 1931. Han efterträddes 1933 av demokraten Albert G. Schmedeman.
Inför guvernörs- och kongressvalen 1934 bytte bröderna La Follette parti till Progressiva partiet. Partiet hade tidigare nominerat fadern Robert M. La Follette som sin kandidat i presidentvalet i USA 1924. Robert M. La Follette Jr. omvaldes 1934 som senator efter partibytet och Philip La Follette lyckades återerövra guvernörsämbetet. Han omvaldes 1936 mot republikanen Alexander Wiley. La Follette besegrades 1938 av utmanaren Julius P. Heil.
Philip La Follette är begravd på Forest Hill Cemetery i Madison.